# Aljoša Asanović
Aljoša Asanović (Split, 14 de dezembro de 1965) é um ex-futebolista e treinador de futebol croata que atuava como meia. Atualmente está sem clube.

## Carreira
A carreira de Asanović começou em 1984, no Hajduk Split, clube que defenderia até 1990. Em sua primeira passagem participou de 173 partidas, marcando 46 gols. Ainda em 1990 mudaria-se para a França, onde defendeu Metz e Cannes, tendo passagens medianas em ambos os clubes.
Em 1992 assinaria com o Montpellier, marcando dez gols em 43 partidas e vencendo uma Copa da Liga Francesa. Retornaria ao Hajduk em 1994, tendo uma curta passagem por empréstimo ao Valladolid, atuando em 8 partidas. Passaria ainda por Derby County, Napoli, Panathinaikos e Áustria Viena (onde não chegou a jogar).
Asanović teve ainda curtas passagens por Sydney United (time que disputava a antiga Liga de Futebol da Austrália, onde participou de quatro partidas) e Toronto Croatia (equipe fundada por descendentes de croatas no Canadá), voltando novamente ao Hajduk Split em 2002, onde fez sua última partida como profissional aos 36 anos.

## Carreira internacional
Asanović estreou pela Seleção Croata em 17 de outubro de 1990, quando o país já tinha declarado independência. Entre 1987 e 1988, havia disputado três partidas pela Iugoslávia unificada. 
O auge na Seleção foi entre 1994 e 1998, quando a Croácia disputou a Eurocopa de 1996 e a Copa de 1998.
Com os Vatreni fora da Eurocopa de 2000, a última partida de Asanović com a camisa croata ocorreu em maio do mesmo ano, contra a França.

## Pós-aposentadoria

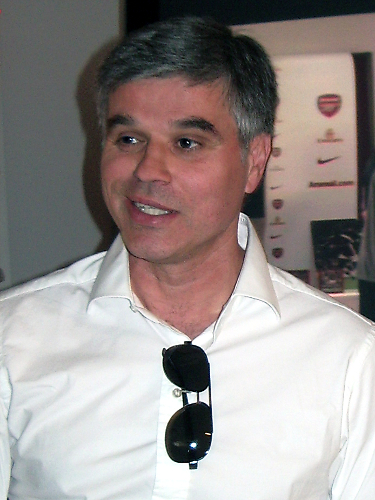
Asanović em 2010, quando era auxiliar de Slaven Bilić na seleção croata.

4 anos depois de encerrar a carreira de jogador, Asanović voltou ao futebol como auxiliar-técnico de Slaven Bilić na seleção entre 2006 e 2012 e seguiu o treinador no Lokomotiv Moscou na temporada 2012–13, além de ter sido diretor-técnico do Dunajská Streda (Eslováquia) entre 2015 e 2017.
Sua primeira experiência como técnico foi no Melbourne Knights (Austrália), na temporada 2017–18, passando também pelo Al-Ittihad (auxiliar-técnico). Trabalhou ainda como instrutor de diáspora na Federação Croata de Futebol por 2 anos, sendo nomeado diretor-técnico da seleção da Zâmbia em junho de 2021.
Em janeiro de 2022, foi escolhido como novo treinador dos Chipolopolo, sucedendo Beston Chambeshi. Sua passagem durou 11 jogos (4 vitórias, 2 empates e 5 derrotas), deixando o cargo alegando atraso no pagamento de salários.

## Títulos e campanhas de destaque
Hajduk Split
- Copa da Iugoslávia: 1986–87, 1990–91
- MAXtv Prva Liga: 1994–95
- Copa da Croácia: 1994–95
- Supercopa da Croácia: 1994

Montpellier
- Copa da Liga Francesa: 1992

Seleção Croata
- Copa de 1998: 3º Lugar